# 朱有煽
汝陽恭僖王朱有煽（1396年11月16日—1444年），明朝周藩第一代汝陽王，周定王朱橚的庶第七子。

## 生平
洪武二十九年十月庚子（1396年11月16日），朱有煽出生。洪武三十五年（1402年），封汝陽王。
正統九年（1444年），朱有煽去世，享年四十九歲，諡號恭僖。兩年後，庶長子朱子壆襲爵。

## 家庭

### 妻
- 劉氏，西城兵馬指揮劉整女，永樂十三年（1415年）冊為汝陽王妃[4]

### 妾
- 李氏，生朱子壆[5]

### 子
- 庶長子：鎮國將軍→汝陽安惠王朱子壆[6]
- 庶次子：鎮國將軍朱子垌，正統七年（1442年）賜名[7]，正統十一年（1445）去世[8]
- 庶三子：鎮國將軍朱子壕，正統七年（1442年）賜名[7]，成化十四年（1478年）已故。妻蔣氏[9]
- 庶四子：鎮國將軍朱子坋，正統七年（1442年）賜名[7]
  - 嫡長子：輔國將軍朱同錣，天順五年（1461年）四月賜名[10]，妻李氏[11]
    - 嫡長子：奉國將軍朱安湛（1484年2月11日—1535年7月27日），號水心。妻傅氏（1488年10月12日—1538年7月24日）[11]
      - 第一子：鎮國中尉朱睦？，號西樓，妻李氏[11]
      - 第二子：鎮國中尉朱睦？，號恆齋，妻馬氏[11]
      - 第三子：鎮國中尉朱睦？，號復齋，妻翟氏[11]
      - 女：鄉君，儀賓張琨[11]

    - 庶子：奉國將軍朱安汎[12]，正德五年（1510年）在世[13]
    - 庶子：奉國將軍朱安液[12]
    - 庶九子：奉國將軍朱安潠[12]，弘治元年（1488年）二月賜名[14]
- 庶五子：鎮國將軍朱子塯，正統十二年（1447年）三月賜名[15]，成化十年（1474年）已故。妻洪氏[16]
  - 女：陽城郡君[16]
- 庶六子：鎮國將軍朱子壒，正統十二年（1447年）三月賜名[15]，成化十年（1474年）十二月已故。宮人樊氏[17]
  - 庶子：朱某，生母樊氏
- 庶七子：鎮國將軍朱子𡏮，正統十二年（1447年）三月賜名[15]
  - 第五子：輔國將軍朱同鈐，成化十六年（1480年）賜名[18]，弘治六年（1493年）十二月賜誥命冠服[19]
- 庶九子：鎮國將軍朱子堳，正統十三年（1448年）五月賜名[20]
- 庶十子：鎮國將軍朱子𡓄，正統十三年（1448年）五月賜名[20]
  - 第三子：輔國將軍朱同鉆，成化十六年（1480年）賜名[18]，弘治六年（1493年）十二月賜誥命冠服[19]
  - 第四子：輔國將軍朱同䤧，成化十六年（1480年）賜名[18]，弘治六年（1493年）十二月賜誥命冠服[19]

### 女
- 第二女：光山縣主，儀賓周澄[6]
- 第四女：縣主，儀賓李鍾
- 第五女：縣主，儀賓黃阜
- 第六女：確山縣主，儀賓劉彬[21]
- 第八女：縣主，儀賓嚴昹[22]